# Carlos Sierra
Carlos Sierra, född 1932, död juli 2014, var en friidrottare från Colombia. Han deltog vid olympiska sommarspelen 1956.